# Марсала (город)
Марса́ла (итал. и сиц. Marsala) — самый западный город и морской порт Сицилии (пятый по величине на острове). Расположен в провинции Трапани в непосредственной близости от Эгадских островов.
По имени города получило название креплёное вино Марсала. Оно производится из винограда, произрастающего в окрестностях Марсалы и Трапани.

## История
Расположен на месте древнего города Лилибея, основного оплота Карфагена в Сицилии. Лилибей был основан в 396 году до н. э. Ни Пирр, ни римляне не смогли взять город. Лилибей был передан Риму в конце Первой Пунической войны в 241 году до н. э. в качестве одного из условий мирного договора.
При византийских императорах город пришёл в упадок и обезлюдел. Вновь стал преуспевать при арабах: его современное название происходит от арабского слова «гавань». В середине XVI века Карл V Габсбург, устав от постоянных нападений на эту часть Сицилии мусульманских пиратов, распорядился засыпать гавань песком, что усложнило судоходство и остановило морскую торговлю.
Марсала известна тем, что именно здесь 11 мая 1860 года высадились в Сицилии войска под предводительством Гарибальди (см. экспедиция Тысячи). На рубеже XIX и XX веков наблюдался массовый отток местных жителей в Америку. Именно из Марсалы происходили братья Дженна (одни из ключевых игроков в чикагских мафиозных войнах 1920-х годов).

## Экономика
Помимо виноделия, в городе развиты мукомольное и макаронное производство. Производится обработка коры пробкового дерева.

## Достопримечательности
Значительная часть исторического центра была уничтожена 11 мая 1943 года во время бомбардировки города британскими ВВС . Из того, что сохранилось:
- Пьяцца-делла-Репубблика с палаццо 7 апреля и палаццо Лодджа-дей-Пизани
- Кафедральный собор Фомы Кентерберийского
- Монастырь кармелитов
- Церковь Благовещения
- Музей шпалер
- Археологический музей «Бальо Ансельми»
- Фрагменты карфагенского корабля[англ.], затонувшего во время Первой Пунической войны и обнаруженного в 1969 году. Это старейший военный корабль из когда-либо обнаруженных.

К северо-западу от города расположен архипелаг Станьоне-ди-Марсала, являющийся природно-культурным заповедником. На острове Мотия сохранились строения древнегреческого города.
Покровителями Марсалы почитаются Пресвятая Богородица (Madonna della Cava) и Иоанн Креститель, празднование 19 января и 24 июня.